# 春田大橋
春田大橋（はるたおおはし）は、福島県田村郡三春町にある道路橋である。

## 概要
- 全長…218m
- 支間長…109m×2
- 幅員…9.75m
- 構造…2径間連続PC斜張橋

一級水系阿武隈川水系大滝根川に三春ダムが建設されるに伴い、水没地域の福島県道144号谷田川三春線の付け替えとして当時の建設省東北地方建設局によって建設された橋であり、ダム湖であるさくら湖に架かる。橋名は南側の大字春田にちなむ。1989年11月10日に着工され、1994年7月20日に供用が開始された。全長218m、桁間109m、幅9.75m、主塔高さ118mのPC斜張橋で、主塔は三春の『春』をモチーフに設計されており、さくら湖のシンボルとなるべく設計され、RACコンテスト94にてグランプリを受賞した。親柱は三春滝桜、三春駒がデザインされている。
橋の南側には駐車スペースが整備されており、主塔部の歩道にはバルコニーが設けられ、橋やダム湖の展望が可能である。桜のシーズンとなり、近隣の三春滝桜のライトアップが行われるのに合わせて当橋梁のライトアップも行われる。

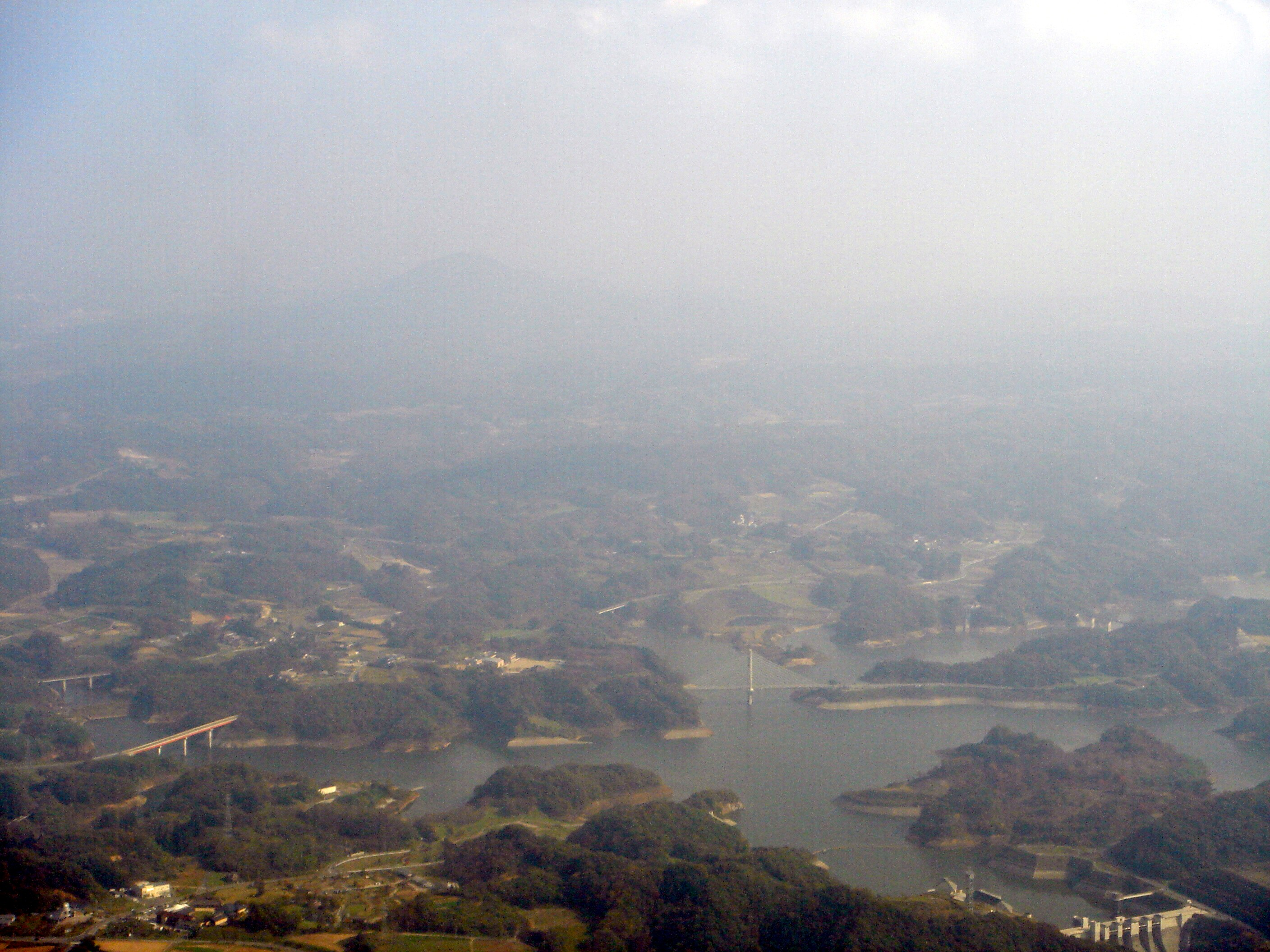
さくら湖
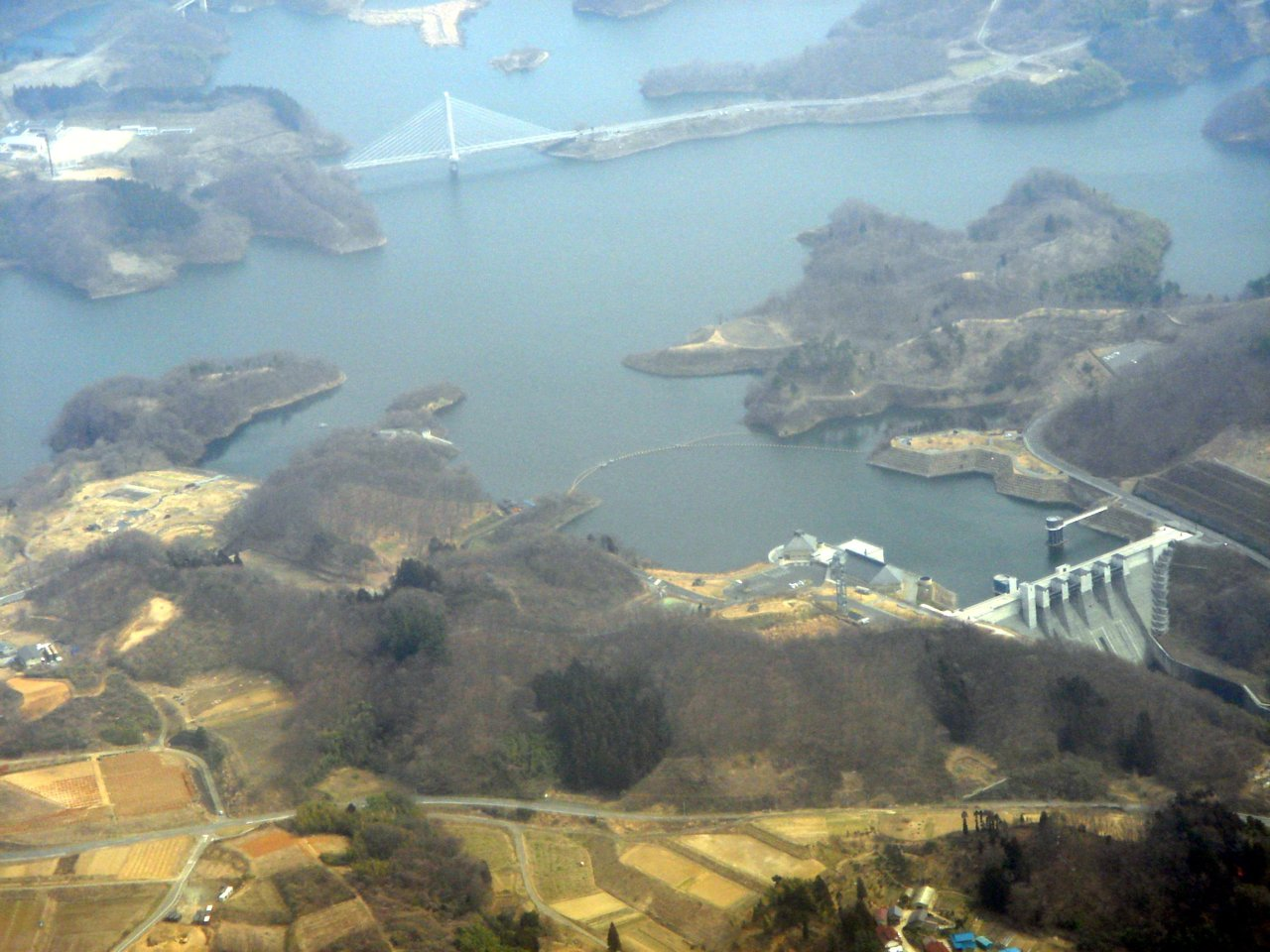
三春ダムとさくら湖にかかる春田大橋